# 남산 백범광장
남산 백범광장(南山 白凡廣場)은 서울특별시 중구 회현동 남산에 있는 광장이자 공원이다. 광장의 이름은 백범 김구(1876 ~ 1949)의 아호인 백범(白凡)을 본따왔으며 실제 백범 김구 선생의 동상이 있다. 

## 개요
남산에 있는 광장이자 공원으로 1969년 백범 김구 서거 20주기를 맞이하여 김구선생동상건립위원회의 주관으로 조각가 김경승, 민복진이 조각하여 1969년 8월 23일 백범 김구의 출생일인 8월 23일에 동상 제막식을 열면서 김구 선생상이 세워졌고 이 때부터 백범광장으로 명명하였다. 
광장의 규모는 너른 잔디에 백범 김구선생상과 부통령을 지낸 성재 이시영상이 있으며 바로 옆으로 서울 한양도성 남산 성곽이 있고 위로 안중근의사기념관과 서울특별시교육청 정보연구원이 있다. 아래로 내려가면 신라의 명장 김유신상이 있다. 
한때 이 곳은 일제가 세운 조선신궁이 있던 자리였으며 일제가 패망하고 광복을 맞으면서 조선신궁이 철거되고 그 자리에 안중근의사기념관 등이 들어섰다. 

## 연계 관광지
- N서울타워
- 안중근의사기념관
- 남산 케이블카